# Нобілітація
Нобілітація (пол. Nobilitacja від лат. nobilis — «шляхетний») — юридичне надання монархами прав монархічної гідності або титулу, введення у стан шляхетства (Річ Посполита та Велике князівство Литовське, Руське і Жемайтійське) або дворянства (Російська імперія).

## Історія
У Королівстві Польщі, а пізніше у Речі Посполитій, нобілітація відома з XIII ст. як надання шляхетства та приєднання особи до аристократичного стану. 
До 1578 р. (до правління Стефана Баторія) проводилося польським королем, одночасно і Великим князем Великого князівства Литовського, і на підтвердження чого видавалися за його підписом привілеї (або грамоти) із зображенням герба.
Після 1578 р. дарування шляхетства по цивільній лінії провадилось тільки на загальному Сеймі. Що здійснювалося оприлюдненням прізвища та внесенням його на підставі постанови Сейму в акти, що входили до зібрання законів «Volumina Legum», з наданням шляхтичу відповідного герба. 
Часто новий шляхтич міг "приєднатися" до вже існуючої шляхетної династії з власним гербом. Цим обумовлено зростання чисельності шляхти (польської, української і білоруської) одних і тих самих гербів, починаючи з XIV ст.
Дарування шляхетства за військові заслуги було надано гетьманам, після чого затверджував його рішення «загальний» сейм. Причому так само видавалися привілеї. З 1775 р. нобілітована особа також повинна була володіти земельною власністю (нерухомістю). У 1789 р. була введена підвищена оплата за диплом про «повне шляхетство» — 18 000 злотих.
Наприкінці XIV століття, у Великому князівстві Литовському, Руському і Жемантійському, Король Литви і Русі Вітовт Великий реорганізував армію Великого князівства: замість того, щоб рекрутувати до зброї всіх, він створив сили, що складалися з професійних воїнів - військ бояр і удільних князів. Оскільки самих тільки аристократів не вистачало, Вітовт мобілізував простих людей, звільняючи їх від праці на землі та інших обов'язків.
За військову службу Великому князю Литовському і Руському (Давньоукраїнському) їм було надано землю та шляхетські титули. Новостворені аристократичні родини зазвичай приєдувались до вже існуючих гербів. Ці роди отримали свої герби в результаті укладання Городельської унії 1413 р.
У 1506 році король Сигізмунд I Старий підтвердив позицію Литовської Ради князів у державній політиці і обмежив вступ до шляхетства.
Конституція від 3 травня 1791 р. допустила можливість нобілітації для міщан. В цілому, за всю історію Речі Посполитої було нобілітовано близько 1600 осіб. Найбільша нобілітація (близько 800) сталась за правління короля Станіслава Августа, який крім цього, проводив в обхід рішень сейму так звані «секретні нобілітації». Нобілітації також здійснювали єпископи краківські претендуючи на це право як князі Сіверські, проте в Польщі вони не визнавалися аж до приєднання Сіверського князівства.
Термін «нобілі» (від лат. nobilis — «шляхетний») також використовується щодо

- представників вищої служивої знаті у Стародавнього Риму;
- представників вищих станів у Венеційській республіці;
- гвардії нобілів — почесна гвардія Папи Римського з представників католицької аристократії.